# Beugnâtre
Beugnâtre ist eine französische Gemeinde im Département Pas-de-Calais in der Region Hauts-de-France. Sie gehört zum Kanton Bapaume im Arrondissement Arras.

## Lage
Die Gemeinde Beugnâtre liegt 21 Kilometer südlich von Arras und 26 Kilometer westsüdwestlich von Cambrai. Sie grenzt im Nordosten und Osten an Vaulx-Vraucourt, im Süden an Bancourt, im Westen an Favreuil sowie im Nordwesten an Mory. Die ehemalige Route nationale 356 führt durch Beugnâtre. Im Westen der Gemeinde verläuft die Eisenbahn-Hochgeschwindigkeitsstrecke LGV Nord und parallel dazu die Autoroute A1.

## Bevölkerungsentwicklung
| Jahr                       | 1962 | 1968 | 1975 | 1982 | 1990 | 1999 | 2006 | 2015 | 2021 |
| -------------------------- | ---- | ---- | ---- | ---- | ---- | ---- | ---- | ---- | ---- |
| Einwohner                  | 119  | 109  | 103  | 97   | 101  | 123  | 129  | 170  | 181  |
| Quellen: Cassini und INSEE |      |      |      |      |      |      |      |      |      |

## Sehenswürdigkeiten

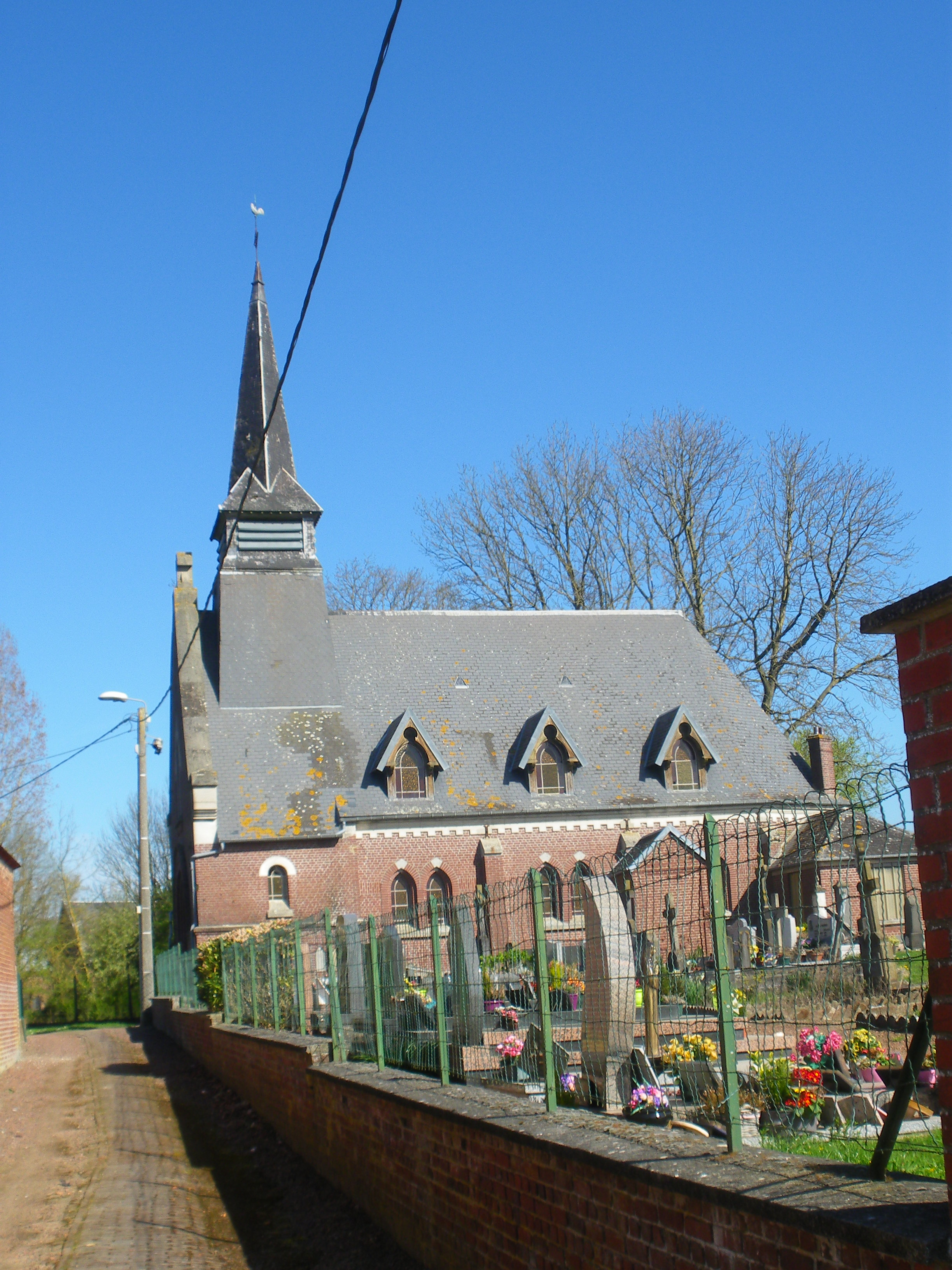
Kirche Saint-Léger
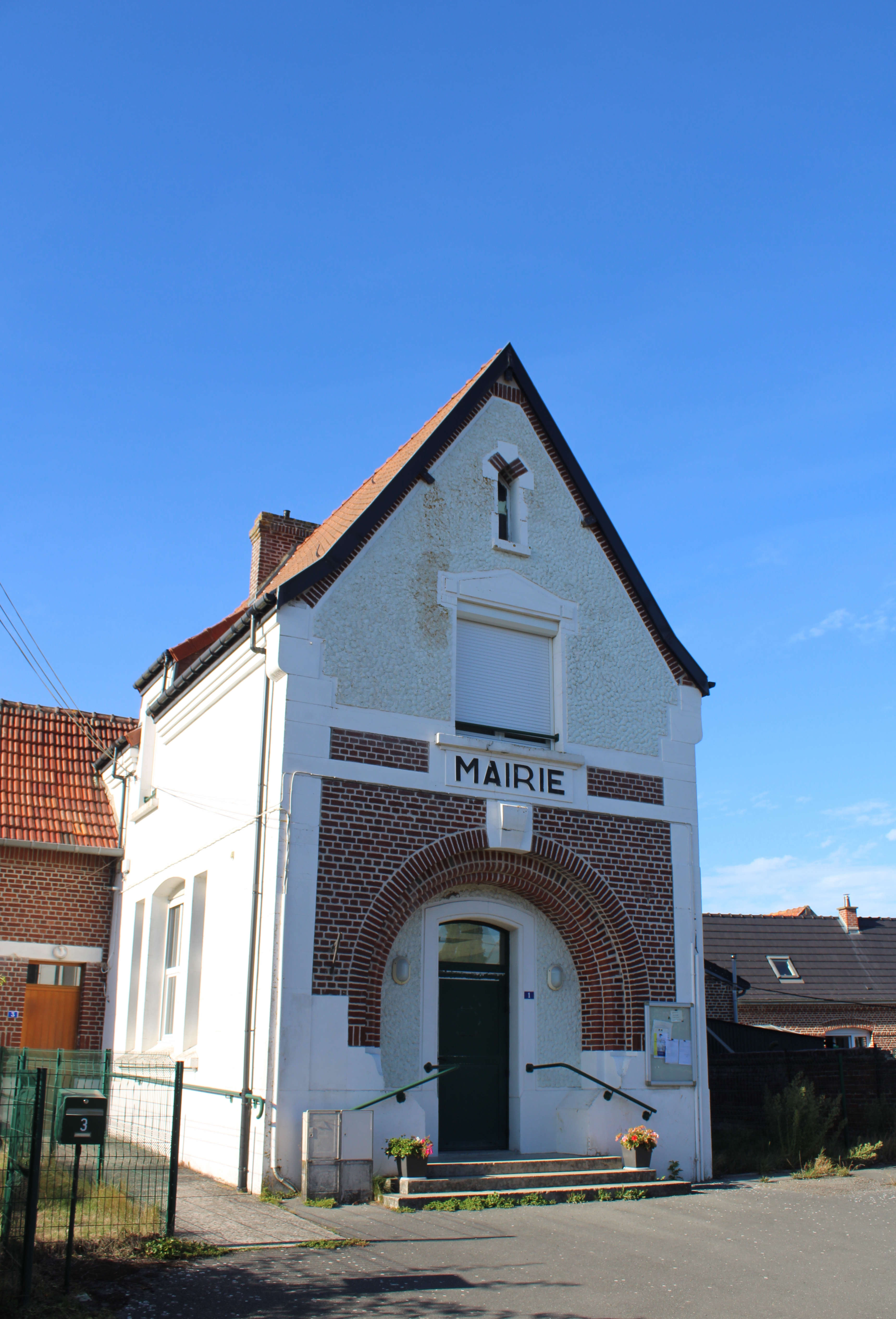
Mairie Beugnâtre

- zwei namenlose Kapellen
- Wasserturm

- Kirche Saint-Léger
- Mairie Beugnâtre